# Johnny Mnemonic (film)
Johnny Mnemonic je film z produkce TriStar Pictures natočený v roce 1995 podle stejnojmenné povídky od amerického spisovatele Williama Gibsona.

## Charakteristika filmu
Johnny Mnemonic je sci-fi film dějově zasazený do blízké budoucnosti, ve které planetu ovládají korporace a lidstvo sužuje nevyléčitelná choroba „NAS“ postihující nervovou soustavu. Byl natočen Robertem Longo, americkým režisérem původem z New Yorku. Námět čerpá ze stejnojmenné povídky Williama Gibsona, části příběhu a některé postavy jsou ovšem výrazně pozměněny. 

## Stručný obsah
Píše se rok 2021. Polovina lidstva trpí nevyléčitelnou nemocí, jejíž původ není znám a která postihuje nervovou soustavu. Většina moci a financí je soustředěna v obřích korporacích a zbytek světa žije v chudobě. Kurýr Johnny je najat skupinou hackerů k přenesení tajných souborů ukradených korporaci Pharmakom. Ty jsou díky speciálním implantátům uloženy v Johnnyho mozku. Během nahrávání dat ovšem dojde k překročení kapacity implantátů a Johnnymu hrozí do několika dnů nervový kolaps. Krátce po přenosu dat je celá skupina hackerů zlikvidována Shinjim, agentem Yakuzy kterou najal Pharmakom. Johnnymu se podaří utéct a kontaktuje svého agenta, aby mu pomohl zbavit se dat, která má uložená v hlavě. Jeho agent ho však zradí a chce ho předat Yakuze. Johnnyho za vysoký finanční obnos zachrání ex-bodyguard Jane, která díky své nemoci NAS má problémy se sháněním práce. Johnny a Jane se společně snaží najít způsob, jakým vymazat soubory z Johnnyho mozku, které jsou chráněny kódem, jehož část se ztratila během útoku Yakuzi na hackery. Yakuza najímá "kazatele" – zabijáka který sleduje Johnnyho stopu a likviduje všechny, kteří Johnnymu pomohli. Jane zavede Johnnyho do útočiště "Lo-teků" – hackerů, kteří s pomocí válečného delfína vybaveného dešifrovacím zařízením dokáží přečíst a odstranit soubory z Johnnyho hlavy. Proces dešifrování je přerušen potyčkou, ve které Johnny a Jane spolu porazí kazatele i Shinjiho. Po dešifrování se ukáže, že soubory obsahují dlouhou dobu tajené informace o léku na NAS. Po zveřejnění těchto informací budova Pharmakonu exploduje.

## Obsazení
- Keanu Reeves jako Johnny Mnemonic
- Dina Meyer jako Jane
- Dolph Lundgren jako Kazatel
- Takeši Kitano jako Takahaši
- Denis Akiyama jako Šindži

## Ocenění
- Cena zlaté cívky roku 1996 (Golden Reel Award Canada)
- Nominace na cenu Genie za nejlepší celkové ozvučení (Best Achievement in Overall Sound)
- Nominace na cenu Genie za nejlepší umělecké ztvárnění (Art Direction/Production Design)

## Zajímavosti
- Japonská verze filmu je přibližně o 10 minut delší, obsahuje navíc další přidané scény týkající se postavy Takahashiho.
- Videosekvence zobrazující virtuální realitu jsou v horší kvalitě ve srovnání s dnešními filmy, avšak představují vrchol technologií z doby natáčení filmu.
- Na počítačích SGI Indigo 2 (150 MHz) trvalo vytvoření jednoho snímku v rozlišení 1230 X 680 bodů až 5 hodin.